# Modrásek štírovníkový
Modrásek štírovníkový (Cupido argiades) je druh denního motýla z čeledi modráskovitých (Lycaenidae). Rozpětí křídel motýla je 24 až 30 mm. Samec má modrá křídla s úzkým tmavým lemem, před nímž na zadních křídlech má řadu tmavých skvrn. Samice jsou hnědošedé s modrým popraškem. Obě pohlaví mají na zadních křídlech dlouhou tenkou ostruhu, která přečnívá třásně.

## Výskyt

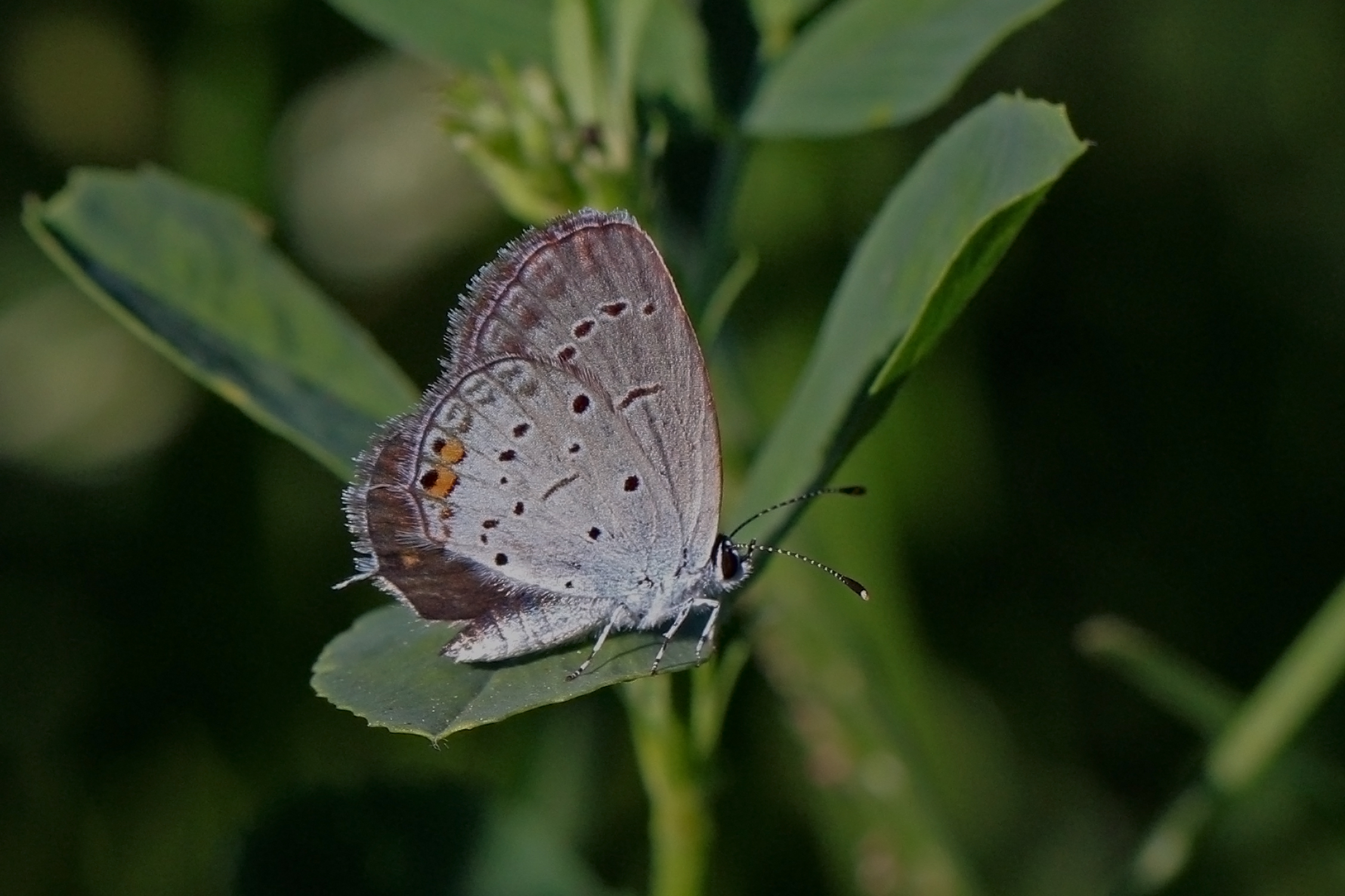
Samice

Motýl je rozšířený od severovýchodního Španělska přes Francii, jižní, střední a východní Evropu (rozšířen je i v Pobaltí a na jihu Finska) a dále přes mírnou Asii až po Japonsko. V České republice se vyskytuje roztroušeně, převážně v teplých oblastech na východě státu. Zahlédnout ho lze na slunných svazích, železničních náspech, v suchých úvozech, na květnatých loukách, polních cestách, vojtěškových a jetelových polích i na vojenských cvičištích, nebo v lomech.

## Chování a vývoj
Živnými rostlinami housenek modráska štírovníkového, které jsou příležitostně myrmekofilní, jsou tolice vojtěška (Medicago sativa), jetel luční (Trifolium pratense), štírovník růžkatý (Lotus corniculatus) a další bobovité rostliny. Samice klade vajíčka jednotlivě na květní pupeny živných rostlin. Zelené housenky s tmavým hřbetním pruhem se živí květy a nezralými plody. Motýl je dvougenerační (bivoltinní) až třígenerační (trivoltinní), přičemž se jeho generace překrývají. Dospělce lze pozorovat od dubna až do počátku října. Přezimuje housenka poslední generace v posledním instaru.

## Ochrana a ohrožení
V České republice není tento druh modráska ohrožen. V minulosti se roztroušeně vyskytoval především v teplejších oblastech na celém území státu. V Čechách na konci minulého století až na několik lokalit zcela vymizel. V současné době se na Moravě a ve Slezsku šíří na sever. Z Moravy se dále rozšiřuje na západ do východních Čech. Motýla ohrožuje především zarůstání vhodných lokalit.